# Ingeniería electrónica
La ingeniería electrónica es una rama de la ingeniería que se encarga de resolver problemas de la ingeniería tales como el control de procesos industriales y de sistemas electrónicos de potencia, instrumentación y control, así como la transformación de electricidad para el funcionamiento de diversos aparatos eléctricos. Tiene aplicación en la industria, en las telecomunicaciones, en el diseño y análisis de instrumentación electrónica, microcontroladores y microprocesadores. Es una de las ramas de la ingeniería que más revolucionó la civilización, siendo también una de las ingenierías más técnicas junto con la nuclear, la civil, y la referida a grandes construcciones y telecomunicaciones.

## Áreas del conocimiento
La ingeniería electrónica es el conjunto de conocimientos técnicos, tanto teóricos como prácticos que tienen por objetivo la aplicación de la tecnología electrónica para la resolución de problemas prácticos.
La electrónica es una rama de la física que trata sobre el aprovechamiento y utilidad del comportamiento de las cargas eléctricas en los diferentes materiales y elementos como los semiconductores. La ingeniería electrónica es la aplicación práctica de la electrónica para lo cual incorpora además de los conocimientos teóricos y científicos otros de índole técnica y práctica sobre los semiconductores así como de muchos dispositivos eléctricos además de otros campos del saber humano como son dibujo y técnicas de planificación entre otros.
Entre la ingeniería electrónica y la ingeniería eléctrica existen similitudes fundamentales, pues ambas tienen como base de estudio el fenómeno eléctrico. Sin embargo la primera se especializa en circuitos de bajo voltaje entre ellos los semiconductores, los cuales tienen como componente fundamental al transistor o el comportamiento de las cargas en el vacío como en el caso de las viejas válvulas termoiónicas y la ingeniería eléctrica se especializa en circuitos eléctricos de alto voltaje como se ve en las líneas de transmisión y en las estaciones eléctricas. Ambas ingenierías poseen aspectos comunes como pueden ser los fundamentos matemáticos y físicos, la teoría de circuitos, el estudio del electromagnetismo y la planificación de proyectos. Otra diferencia fundamental reposa en el hecho de que la ingeniería electrónica estudia el uso de la energía eléctrica para transmitir, recibir y procesar información, siendo esta la base de la ingeniería de telecomunicación, de la ingeniería en computación y la ingeniería de control automático. El punto concordante de las ingenierías eléctrica y electrónica es el área de potencia. La electrónica se usa para convertir la forma de onda de los voltajes que sirven para transmitir la energía eléctrica; la ingeniería eléctrica estudia y diseña sistemas de generación, distribución y conversión de la energía eléctrica, en suficientes proporciones para alimentar y activar equipos, redes de electricidad de edificios y ciudades entre otros. Todo este conocimiento es dado por la ciencia en su campo laboral.

## Campos de acción
Las principales áreas en que el ingeniero electrónico puede contribuir al desarrollo se pueden resumir de la siguiente manera:

### Electrónica de potencia
Esta rama se encarga de la conversión de la forma en que se manifiesta la energía eléctrica, por medio de circuitos electrónicos de potencia, así como de los sistemas de control implicados, para su posterior aprovechamiento en otros dispositivos eléctricos y electrónicos. De esta manera, se implementan circuitos electrónicos de potencia en rectificadores, Inversores y otros tipos de conversores, al igual que otros dispositivos más complejos, frecuentemente basados en los primeros, como fuentes de alimentación, UPS, sistemas de inyección a la red, controladores de motores eléctricos, cargadores de baterías, etc. En esta área se suelen utilizar componentes electrónicos como diodo, tiristor, BJT, MOSFET, IGBT, TRIAC, etc.

### Electrónica digital
La electrónica digital es la que se encarga de los sistemas electrónicos en los que toda la información se encuentra codificada en forma binaria, es decir, solo existen dos niveles o valores posibles. Los sistemas lógicos fundamentales se construyen con base en dispositivos semiconductores utilizados como conmutadores (transistores BJT Y MOS), lo cual permite trabajar representar los datos binarios como encendido y apagado. Estos sistemas lógicos fundamentales son las denominadas compuertas lógicas (OR, NOR, AND, NAND y XOR). Estas se utilizan en sistemas de mayor complejidad que van desde flip flops, memorias, multiplexores/demultiplexores y codificadores/decodificadores, hasta microcontroladores/microprocesadores y las computadoras modernas.
Yendo al detalle de las aplicaciones electrónica digital, se pueden mencionar: arquitectura micro programada (véase: Microcódigo), procesamiento paralelo (véase: RISC), sistemas multitarea y multiusuario, sistemas con múltiples procesadores, memoria virtual,  medios de almacenamiento de datos, unidades de procesamiento gráfico, interfaces de visualización, computadoras digitales compatibles y sus sistemas operativos,  seguridad informática, adquisición y procesamiento digital de señales y redes de computadoras. 

### Control de procesos industriales
La actividad se centra aquí en la planificación, diseño, administración, supervisión y explotación de sistemas de instrumentación, automatización y control en líneas de montaje y procesos de sistemas industriales, tales como empresas papeleras, pesqueras, textiles, de manufactura, mineras y de servicios.
El control de todo moderno emplea en forma intensiva y creciente computadores en variados esquemas. Asimismo, la disciplina envuelve sistemas de índoles no convencionales tales como robótica, sistemas expertos, sistemas neuronales, sistemas difusos, sistemas artificiales evolutivos y otros tipos de control avanzado.

### Telecomunicaciones
El procesamiento y transmisión masiva de la información requiere de la planificación, diseño y administración de los sistemas de radiodifusión, televisión, telefonía, redes de computadores, redes de fibra óptica, las redes satelitales y en forma cada vez más significativa los sistemas de comunicación inalámbricos, como la telefonía móvil y personal.

### Ingeniería de componentes
Gran parte del proceso de producción en las empresas de electricidad y electrónica está relacionado con el diseño de circuitos. En este proceso es de gran importancia un conocimiento especializado de los componentes, lo que ha dado lugar a una especialidad dentro de la ingeniería electrónica denominada «ingeniería de componentes».
En esta especialidad el ingeniero deberá encargarse de una serie de funciones en las que cabe destacar:
- Asesorar a los diseñadores: Para ello deberá tener conocimientos profundos sobre componentes tanto a nivel teórico como práctico. Además deberá estar constantemente al día para conocer las novedades del mercado así como sus tendencias.
- Redactar normas: Relacionadas con el manejo de los componentes desde que entran en la empresa hasta que pasan a la cadena de montaje.
- Elaborar una lista de componentes preferidos.
- Seleccionar componentes: Deberá elegirlo de entre la lista de preferidos y si no está, realizar un estudio de posibles candidatos. Con ello se persigue mejorar los diseños.
- Relacionarse con los proveedores: Para resolver problemas técnicos o de cualquier otro tipo.

En la ingeniería de componentes se tiene en cuenta los materiales empleados así como los procesos de fabricación, por lo que el ingeniero deberá tener conocimientos al respecto.

## Historia
Los experimentos llevados a cabo por diferentes científicos a finales del siglo XIX y principios del XX en cuanto a los fenómenos eléctricos y electromagnéticos fueron asentando las bases para lo que poco tiempo después sería una nueva especialidad, primero de la física, y seguidamente de la ingeniería. En 1884 Thomas Alva Edison en sus trabajos para mejorar la lámpara incandescente detectó el fenómeno termoiónico, fenómeno que lleva su nombre. Este hecho daría lugar a la primera válvula electrónica (o bulbo electrónico) y al nacimiento de la nueva ingeniería. Esta primera válvula fue el diodo. En 1893, Nikola Tesla realiza la primera demostración pública de una comunicación de radio. En 1912, Edwin Armstrong desarrolla el Circuito regenerativo, el Oscilador Armstrong y el Receptor superheterodino. En 1907 Lee de Forest intentando perfeccionar los receptores telegráficos añadió una rejilla entre el cátodo y el ánodo de un diodo. Con este añadido podía controlar la corriente de paso entre las placas de primitivo diodo, el nuevo elemento recibió el nombre de triodo y fue la base de la electrónica moderna. Hasta el nacimiento de los transistores, e incluso mucho tiempo después, se han utilizado las válvulas termoiónicas para los circuitos electrónicos. En 1947, William Bradford Shockley junto a John Bardeen y Walter Houser Brattain desarrollan el Transistor, en los Laboratorios Bell. Este dispositivo, mucho más versátil, económico y pequeño, terminaría por reemplazar las válvulas en prácticamente todas las aplicaciones electrónicas, salvo en aplicaciones de audio de alta potencia y alta fidelidad.
El nacimiento del transistor, a finales de la década de los 50 del siglo XX, vino a revolucionar la electrónica.
En la tercera fase de desarrollo tenemos la tecnología de circuitos integrados(chip), basada inicialmente en transistores bipolares y más tarde en los transistores MOSFET.
Finalmente, el desarrollo en tecnologías de materiales y en los procesos de fabricación de dispositivos semiconductores (Microelectrónica), permitió lograr altas escalas de integración y ampliar la flexibilidad y versatilidad de los dispositivos electrónicos. Esto posibilitó ampliar la escala de producción de sistemas electrónicos y la gama de productos, a la vez que reducía el coste de los equipos adquiridos por el mismo.